# Steyl
Steyl (gelegentlich auch Steijl geschrieben) ist ein Dorf mit 3.640 Einwohnern (Stand: 1. Januar 2024) in den Niederlanden. Der Ort ist heute ein Stadtteil der Stadt Venlo. 

## Kloosterdorp Steyl

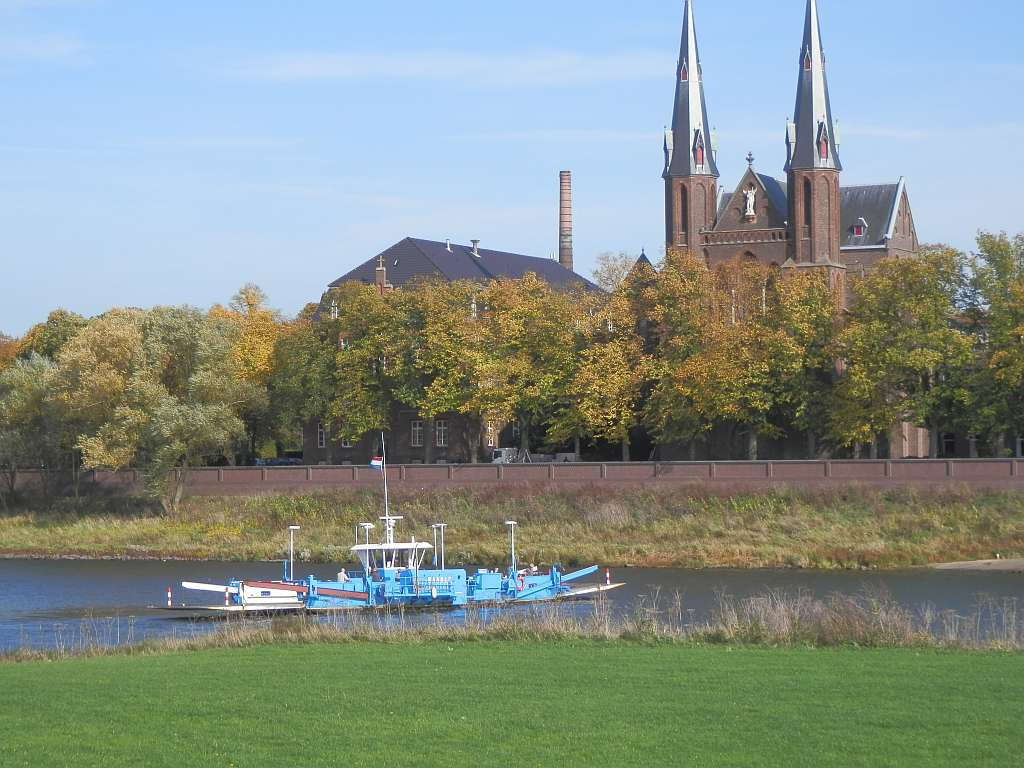
Maas-Fähre und Klosterkirche St. Michael

In Steyl befindet sich das Mutterhaus der Steyler Missionare (Societas Verbi Divini, SVD, Gesellschaft des Göttlichen Wortes). Diese katholische Ordensgemeinschaft wurde 1875 von Arnold Janssen gegründet. 
Neben dem männlichen Missionsorden der Steyler Missionare gehören zu den Gründungen Arnold Janssens auch die Steyler Missionsschwestern sowie die Kongregation der Missionsschwestern von der Ewigen Anbetung. Letztere haben sich ganz dem kontemplativen Leben gewidmet (rosa Schwestern, entsprechend der Farbe ihres Habits). Diese drei Klöster der Steyler Ordensfamilie bilden das sogenannte Kloosterdorp Steyl.

### Missionsmuseum
Das Missionsmuseum Steyl ist seit 1931 unverändert.
Missionare brachten seinerzeit die Gegenstände aus aller Welt nach Steyl mit und stellten einen Teil davon aus, um Informationen und Einblicke von fernen Ländern und Kulturen zu geben. 

### Doppelkirche

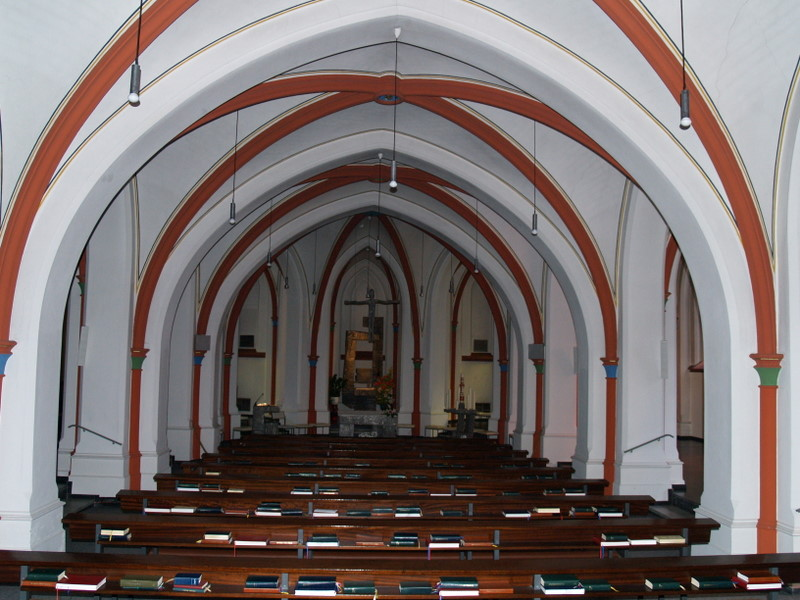
Unterkirche in Steyl

Hochgrab des Hl. Arnold Janssen

Zu erwähnen ist auch die zum Kloster gehörende, zweistöckige Doppelkirche. Die Oberkirche ist nur durch das Missionshaus zugänglich: ein lichterfüllter Raum, in dem die ursprüngliche neugotische Inneneinrichtung fast vollständig erhalten blieb. Sie wird in den Sommermonaten gerne für größere Feiern und Veranstaltungen genutzt.
Die Unterkirche des Missionshauses St. Michael, ein besinnlicher Ort der Stille, dient der Steyler Kommunität als Gebetsraum. Der Künstler Will Horsten aus Kevelaer gestaltete sie 1972 neu; er fügte dem alten Kirchenraum moderne Elemente hinzu. Hier befindet sich auch das Hochgrab des heiligen Arnold Janssen. In der Oberkirche des Missionshauses befindet sich eine historische Orgel (Späth/Klais aus 1888/1937). Auf dem deutsch-romantischen Instrument werden in den Sommermonaten internationale Orgelkonzerte gespielt.

### Park von St. Michael
Die Anlagen des Parks von St. Michael stammen aus den frühen Zeiten des Missionshauses. Dazu gehören mehrere Grotten, die Anfang des 20. Jahrhunderts angelegt wurden. Der Park ist zusammen mit dem „Jochumhof“ Teil der Gartenroute Limburg des European Garden Heritage Network - EGHN.

### Gästehaus
Die Steyler Missionare leiten in St. Michael heute ein freundlich gestaltetes Gästehaus (Centrum St. Michael) mit rund 55 Gästebetten, multifunktionalen Tagungsräumen für Gruppen von 10 bis 80 Personen, Gebets- und Meditationsräumen, Gemeinschaftsräumen und einem großen Speiseraum. 
Weitere Unterkünfte verschiedener Kategorien und drei große Säle (bis zu 150 Personen) werden im Missionshaus angeboten.

## Sequoiahof
In Maasfähre- und Klosternähe gibt es eine Siedlung namens Sequoiahof. Hier steht ein großer und beeindruckender Mammutbaum.

## Weitere Sehenswürdigkeiten
Weitere Sehenswürdigkeiten in Steyl in der Nähe des Klosters St. Michael sind der Botanische Garten „Jochumhof“, das „Schutterijmuseum“ (Museum der Schützenvereine) Steyl sowie die „pottenbakkerij“ (Töpferei). Die Gärten und der Botanische Garten bilden mit den drei Klöstern ein einzigartiges Ensemble, dessen besonderer Charakter dazu geführt hat, dass das Klosterdorf Steyl im Jahr 2008 den Status eines staatlich geschützten Denkmals erhielt.
Die Bevölkerung Steyls zeichnet sich durch ein reges Vereinsleben aus. Allseits bekannt ist auch der Steyler Karneval.